# Kanton Stenay
Kanton Stenay (fr. Canton de Stenay) je francouzský kanton v departementu Meuse v regionu Grand Est. Tvoří ho 35 obcí. Před reformou kantonů 2014 ho tvořilo 19 obcí.

## Obce kantonu
od roku 2015:
| - Aincreville - Autréville-Saint-Lambert - Baâlon - Beauclair - Beaufort-en-Argonne - Brieulles-sur-Meuse - Brouennes - Cesse - Cléry-le-Grand - Cléry-le-Petit - Doulcon - Dun-sur-Meuse - Fontaines-Saint-Clair - Halles-sous-les-Côtes - Inor - Lamouilly - Laneuville-sur-Meuse - Liny-devant-Dun | - Lion-devant-Dun - Luzy-Saint-Martin - Martincourt-sur-Meuse - Milly-sur-Bradon - Mont-devant-Sassey - Montigny-devant-Sassey - Moulins-Saint-Hubert - Mouzay - Murvaux - Nepvant - Olizy-sur-Chiers - Pouilly-sur-Meuse - Sassey-sur-Meuse - Saulmory-et-Villefranche - Stenay - Villers-devant-Dun - Wiseppe |

před rokem 2015:
- Autréville-Saint-Lambert
- Baâlon
- Beauclair
- Beaufort-en-Argonne
- Brouennes
- Cesse
- Halles-sous-les-Côtes
- Inor
- Lamouilly
- Laneuville-sur-Meuse
- Luzy-Saint-Martin
- Martincourt-sur-Meuse
- Moulins-Saint-Hubert
- Mouzay
- Nepvant
- Olizy-sur-Chiers
- Pouilly-sur-Meuse
- Stenay
- Wiseppe